# Philip Fleming
Philip Fleming (Newport-on-Tay, Fife, 15 d'agost de 1889 – Woodstock, Oxfordshire, 13 d'octubre de 1971) va ser un banquer i remer escocès que va competir a començaments del segle xx.
Philip Fleming va néixer a Newport-on-Tay, Escòcia i era fill del banquer Robert Fleming. Estudià a l'Eton College i al Magdalen College, de la Universitat d'Oxford. El 1910 va debutar a la Regata Oxford-Cambridge. Com a membre del Leander Club el 1912 va prendre part en els Jocs Olímpics d'Estocolm, on guanyà la medalla d'or en la competició del vuit amb timoner del programa de rem.
Durant la Primera Guerra Mundial, juntament amb el seu germà Valentine Fleming, s'uní al Queen's Own Oxfordshire Hussars, on morí en Valentine.
Va ser soci de Robert Fleming & Co, on exercí també de banquer i ocupà molts càrrecs directius. Fou Deputy Lieutenant i High Sheriff d'Oxfordshire. El 1951 fundà el PF Charitable Trust.
Fleming es casà amb Jean Hunloke, filla de Philip Hunloke, medallista olímpic en la prova dels 8 metres de la competició de vela el 1908. Fleming és l'avi de Rory Fleming i oncle d'Ian Fleming, creador de James Bond.
Morí a Woodstock el 1971 amb 82 anys.